# براکتون (ماساچوست)
براکتن(به انگلیسی: Brockton) شهری در شهرستان پلیموث ایالت ماساچوست می‌باشد که در سال ۱۸۲۱ بنیان‌گذاری شده‌است. این شهر در سرشماری سال ۲۰۱۰ میلادی، ۹۳٬۸۱۰ نفر جمعیت داشته‌است.

## نگارخانه

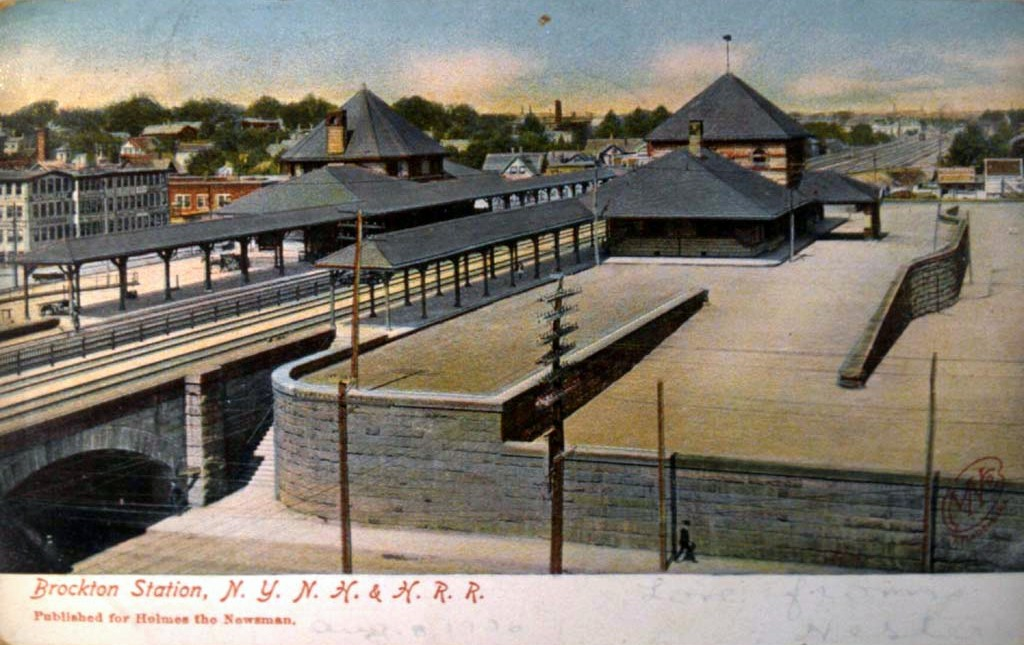
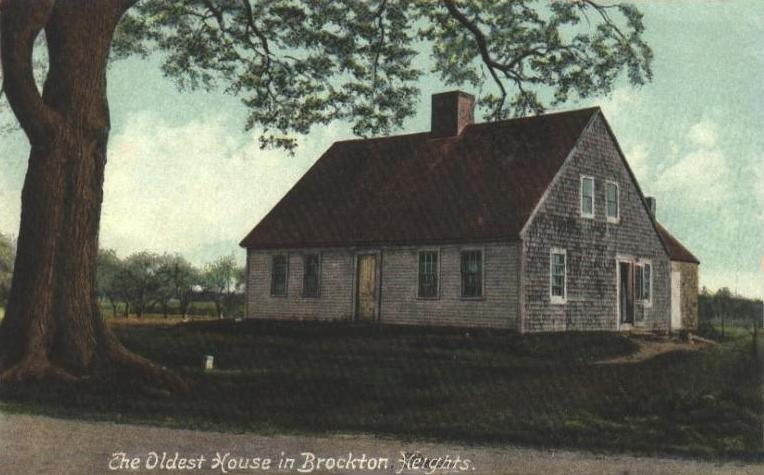
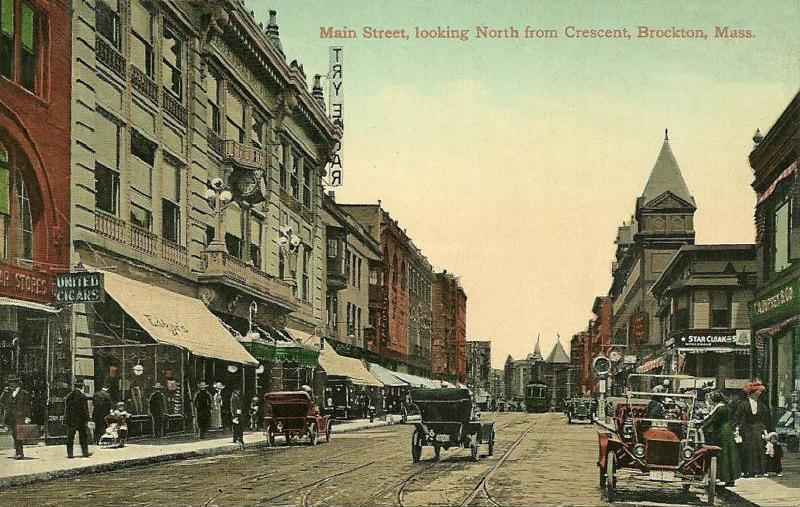
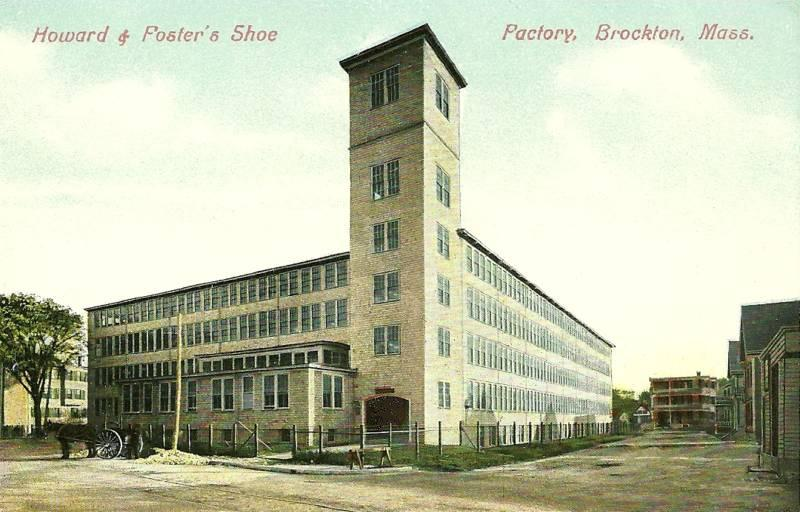